# Hrabstwo Herkimer
Herkimer – hrabstwo (ang. county) w stanie  Nowy Jork w USA. Populacja wynosi 64 427 mieszkańców (stan według spisu z 2000 r.).
Powierzchnia hrabstwa wynosi 3777 km². Gęstość zaludnienia wynosi 18 osób/km².

## Miasta
- Columbia
- Danube
- Fairfield
- Frankfort
- German Flatts
- Herkimer
- Litchfield
- Little Falls
- Manheim
- Newport
- Norway
- Ohio
- Russia
- Salisbury
- Schuyler
- Stark
- Warren
- Webb
- Winfield

## Wsie
- Cold Brook
- Dolgeville
- Frankfort
- Herkimer
- Ilion
- Middleville
- Mohawk
- Newport
- Poland
- West Winfield
- Old Forge (CDP)